# 蘇菲·卡爾
蘇菲·卡爾（法語：Sophie Calle；1953年10月9日—）是一位法國作家、攝影師、裝置藝術家和觀念藝術家。卡爾的作品以運用無限制集為核心，呼應了法國文學運動「潛在文學集團」的概念。他的作品經常深刻描繪人類的脆弱性，同時深入探討身份和親密關係的主題。並以追蹤陌生人並調查其私密生活而聞名，其攝影作品常伴隨著他自己撰寫的文字面板作為說明。
自2005年起，卡爾一直在瑞士薩斯費的歐洲高等學院擔任電影和攝影教授。她曾於加利福尼亞大學聖地牙哥加利福尼亞大學的視覺藝術系授課，同時在加利福尼亞州奧克蘭的密爾斯學院擔任教職。卡爾的作品展覽也曾在世界各地的多個知名場所舉辦，包括巴黎龐畢度中心、俄羅斯聖彼得堡的埃尔米塔日博物馆、巴黎猶太藝術與歷史博物館、紐約的保拉·庫珀畫廊、比利時布魯塞爾的王家美術宮、巴西聖保羅的影像巴西、巴西薩爾瓦多的巴伊亞州現代藝術博物館、倫敦的白教堂美術館以及荷蘭蒂尔堡的德邦當代藝術博物館。他曾代表法國參加了2007年的威尼斯双年展。
2017年，卡爾以作品《My All》（Actes Sud，2016年）入圍德意志證券攝影獎。2019年，他獲得了皇家攝影學會的百年獎章和榮譽會士的殊榮。

## 職業生涯
卡爾於1953年出生於巴黎。她的父親是一位藝術收藏家，母親是一位文學家。自小他在法國南部加尔省長大。15 歲起，她以左翼活動家的身份在以色列和中南美洲度過了青少年時期，之後繼續週遊世界，參與政治活動，回到巴黎後，她在思想上受到了社會學家和活動家的強烈影響。

### 早期
卡爾的首個藝術作品是1979年的《The Sleepers》（Les Dormeurs），她邀請路人輪流睡在他的床上。這些參與者中既有朋友、也有朋友的朋友，甚至包括對她而言是陌生的人。卡爾不僅款待他們食物，更每小時拍攝一次照片，以紀錄他們的睡姿。隨後，她展開了一項追蹤計畫《Suite Venitienne》，追隨一名在巴黎派對上認識的男子前往威尼斯。透過化妝而悄悄地跟隨他，並以黑白攝影捕捉了男子生活的片段，同時附有詳盡的文字描述。然而，在跟蹤逾十天後被對方發現，這項計畫因而結束。
為了實現藝術項目《The Hotel》（1981年）的製作，卡爾受聘為威尼斯一家酒店的女服務員，以在工作過程中，使用照片和文字記錄房客的私人物品。透過對這項作品的描述，可得以窺見他的創作過程以及其美學觀點：「我花了一年的時間尋找這家酒店，花了三個月閱讀和寫作，花了三個月閱讀照片，最終在一天之內確定了作品的大小和框架……這是整個過程中的最後一個思考。」

### 1980年代
卡爾首個引起爭議的藝術項目之一是《Address Book》（1983年）。當時法國每日報紙《解放报》邀請卡爾發表一系列28篇文章。卡爾透過街上偶然拾獲的地址簿（經複印後歸還給所有者）後，決定撥打該通訊錄的部分電話號碼，並與通訊錄原主的朋友談論有關原主人的生活。他在這些對話的文字記錄中插入了該男子從事喜好活動的照片，透過他的熟人所給予的情報，而營造一個她從未見過的男子的肖像。文章雖然被發表後責備通訊錄的所有者，一位名叫皮埃爾·博德里（Pierre Baudry）的紀錄片製片人發現，並因而威脅卡爾試圖起訴他侵犯隱私權。卡爾曾指出，博德里在發現了卡爾的裸照後曾要求報紙發布，以報復卡爾對他的隱私侵犯。後經過協商，當博德里過世後，該藝術項目於2012年首度出版。
1986年，卡爾製作了另一個項目《The Blind》。在這個藝術計畫中，她訪問了一些視力受損的盲人，請他們描繪腦海中「美麗」的定義。他們的敘述搭配了卡爾對他們對「美」的想法後拍攝重現的照片依序排列，並附上了受訪者的肖像。
此外，卡爾在1980年至1993年精心設計了第一件大型雕塑裝置《The Birthday Ceremony》，展示了他一生中收到的生日禮物。這一創作過程被格雷戈瓦·布利耶在他的回憶錄《神秘來賓：一個記述》(2006年)中詳細描述。

### 1990年代
1996年，卡爾發布了一部名為《昨晚沒做愛》（No Sex Last Night）的電影，該作品與美國攝影師格雷戈里·謝帕德（Gregory Shephard）進行合作。該影片記錄了他們穿越美國的公路之旅，最終在拉斯維加斯的一家婚禮禮堂前呼嘯而過而結束。與其遵循了公路電影或浪漫的體裁慣例，這部電影旨在記錄一名幾乎從不認識的男人和女人從陌生到親密的旅程的結果。
卡爾要求作家和電影製片保羅·奧斯特創造一個「發明一個我試圖模仿的虛構角色」，並在奧斯特1992年小說說《利維坦》中擔任角色瑪麗亞的模特兒。事實和虛構的交融如此引起了卡勒的好奇心，以至於她創造了虛構角色創建的藝術品，其中包括一系列色彩協調的餐點。奧斯特成了制定規則與瑪麗亞故事走向的主宰者，這些作品被記錄在她的作品《Double Game》（1999年）中。奧斯特後來挑戰卡爾在紐約市創建並維護一個公共設施。卡爾的回應則是在曼哈頓格林尼治街和哈里森街交界處的一個電話亭上，增加一個記事本、一瓶水、一包香煙、鮮花、現金和其他雜項。每天卡爾需要清理電話亭並補充物品，直到電話公司將它們移除並丟棄。這個項目被記錄在《The Gotham Handbook》（1998年）中。
1999年，卡勒在倫敦佛洛伊德博物館展出專為「約會」而設計的裝置，探討她的私人慾望。在《Room with a View》（2002年）中，卡勒在艾菲爾鐵塔頂部的一張床上度過了一夜。他邀請人們前來為他講故事，以保持整夜清醒。同年，卡勒在龐畢度中心的國立現代藝術博物館舉辦了他的首次回顧展。

### 21世紀至今

#### 2000年代
《極度疼痛》（Douleur Exquise) 於2003年出版。該書籍以卡爾在1984年所經歷的失戀旅行為主題。第一部分「疼痛發生前」描述了卡爾從巴黎經西伯利亚到北京、上海、香港，最後搭船抵達日本的旅行紀錄。第二部分「痛苦發生時」以一通簡短的電話情人的分手構成了痛苦的框架，第三部分「痛苦發生後」則在三十六次的重述和三十六次的聆聽中完成了痛苦的淨化。2004年，《極苦之痛》（Exquisite Pain）在2004年由英國謝菲爾德的實驗劇場公司強迫娛樂改編成表演。
在2007年的威尼斯雙年展上，卡爾展示作品《Take Care of Yourself》，該作品以他在柏林旅行時，收到前男友發給她的電子郵件分手信的最後一句話而得名。卡爾邀請了共達107位熟人以及各年齡段的女性（包括一隻鸚鵡和一個手偶）來詮釋這封分手的電子郵件，並在法國館展示結果。
2009年至2010年，卡爾作品的回顧展在倫敦白教堂美術館開展。2010年，丹麥的路易斯安那現代藝術博物館也舉辦了另場特別展覽。

#### 2010年代
2011年《True Stories》被安裝在路易斯安那州新奧爾良法國區傑克遜廣場庞塔尔巴大楼旁的1850之家內，作為{{link-en|新奧爾良展望飯店|Prospect_New_Orleans}當代藝術節的一部分。卡爾將自己的歷史物品和紀念品插入到場景中，並加入簡短的敘述性文本。
在2012年，卡爾的作品《The Address Book》首次完整出版。在2015年，《Suite Vénitienne》進行了重新設計並重新出版。

## 批判分析
克莉斯汀·馬歇爾描述卡爾的作品是透過融合自身的生活經驗，以「第一人稱藝術家」的方式轉化為藝術作品對於後結構主義當中「作者已死」概念的對抗，在這個方式當中，重新定義了作者的概念。
安琪莉克·克里薩菲斯（Angelique Chrisafis），在衛報中稱呼她為「情感髒衣的馬塞爾·杜尚」。他被列入布雷克·戈普尼克2011年的「當今最重要的10位藝術家」名單中，戈普尼克主張「卡爾作品的非藝術性，拒絕適應任何標準類別或擺放在任何人的沙發上，使它應該在博物館中占有一席之地。」

## 獎項
- 2010年：哈蘇獎（英语：Hasselblad Award）
- 2017年：《My All》入圍德意志證券攝影獎（英语：Deutsche_Börse_Photography_Foundation_Prize）
- 2019年：皇家攝影學會（英语：Royal_Photographic_Society）百年獎章[30][31]。

### 書籍
- Greenough, Sarah; Nelson, Andrea; Kennel, Sarah; Waggoner, Diane; Ureña, Leslie. . National Gallery of Art. 2015  [2018-03-24]. ISBN 978-0-500-54449-5. （原始内容存档于2017-07-30）.
- Dallow, Jessica, "CALLE, Sophie: French photographer and installation artist," Contemporary Women Artists. St. James Press, 1999.
- Fabian Stech, J'ai parlé avec Lavier, Annette Messager, Sylvie Fleury, Hirschhorn, Pierre Huyghe, Delvoye, D.F.-G. Hou Hanru, Sophie Calle, Yan Pei-Ming, Sans et Bourriaud. Presses du réel Dijon, 2007.
- Gabrielle Moser, 'Working-through' public and private labour: Sophie Calle's Prenez soin de vous' n.paradoxa:international feminist art journal vol.27 January 2011 pp. 5–13.

## 外部連結
- 维基共享资源上的相關多媒體資源：蘇菲·卡爾
- Sophie Calle的X（前Twitter）
- Sophie Calle at Galerie Emmanuel Perrotin Museum （页面存档备份，存于）
- Profile of Sophie Calle （页面存档备份，存于） at Arndt Berlin （德語）
- Tate: Venice Biennale: Sophie Calle （页面存档备份，存于） The artist talks about her contributions to the 2007 Venice Biennale. 29 June 2007